# 禅定院 (中野区)
禅定院（ぜんじょういん）は、東京都中野区にある真言宗豊山派の寺院。

## 概要
1362年（貞治元年）、法印恵尊によって開山された。上沼袋村の旧家の伊藤家の菩提寺であったため、「伊藤寺」とも呼ばれる。伊藤氏は鎌倉幕府北条氏の家臣で、北条氏滅亡の際に当地に落ち延び、一族の菩提を弔うために創建した。
当初の本尊は薬師瑠璃光如来であったため、山号が「瑠璃光山」となっている。現在の本尊は不動明王である。
境内には、中野区内で一番大きいイチョウの大木（推定樹齢600年）がある。

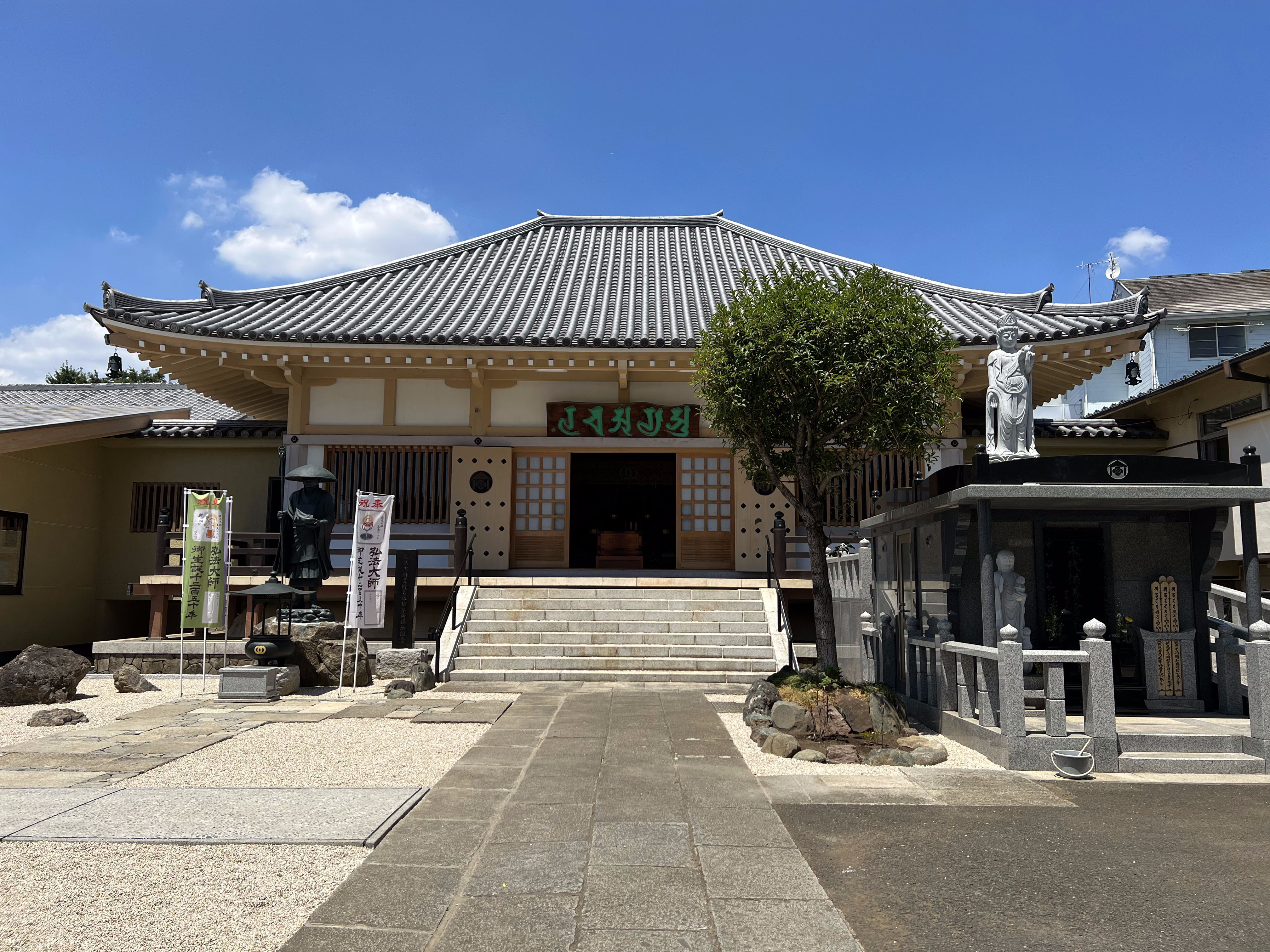
本堂
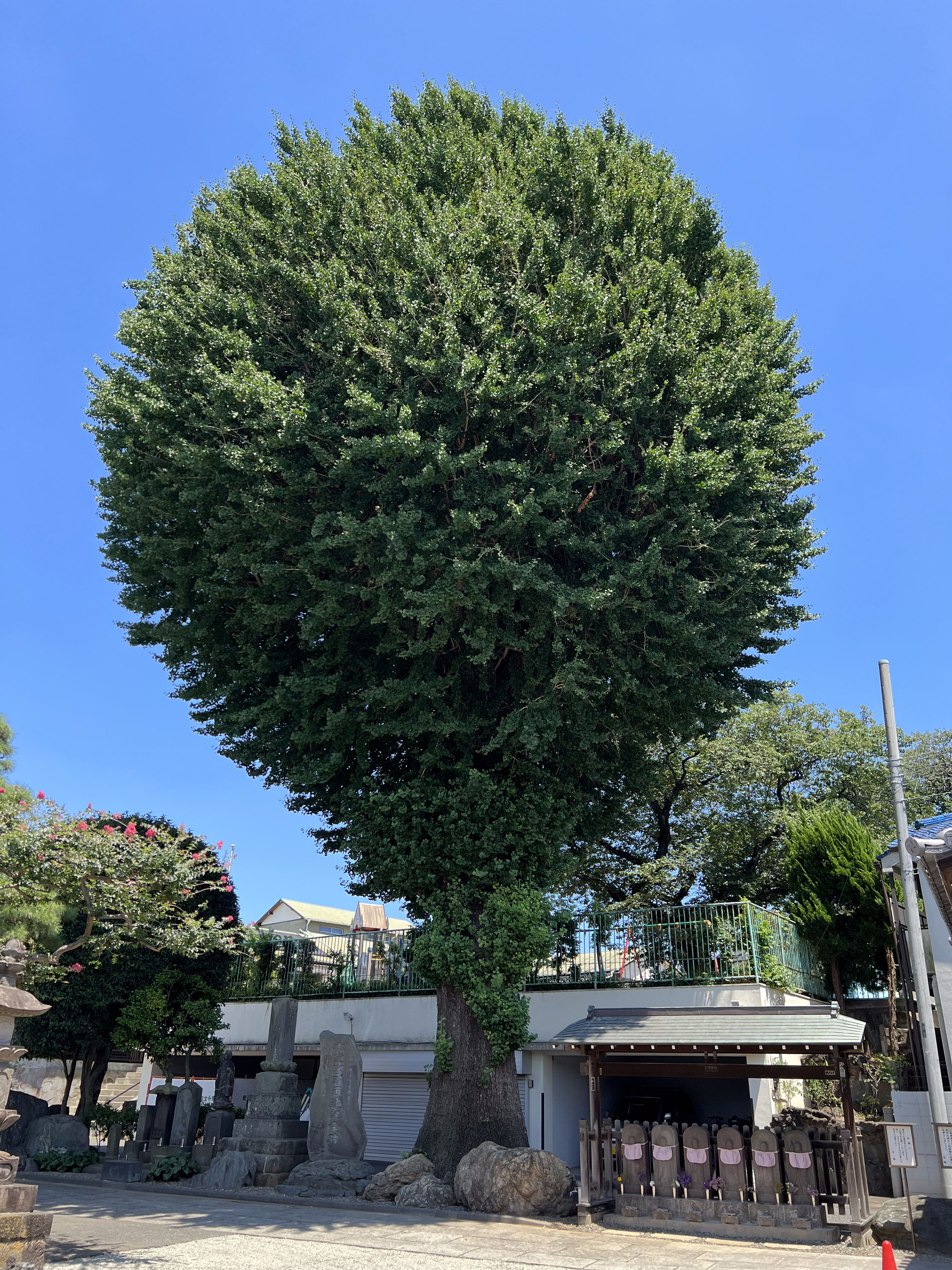
大イチョウ

## 交通アクセス
- 沼袋駅より徒歩3分[1]。